# Guyang
Guyang (chiń. 固阳县; pinyin: Gùyáng Xiàn) – powiat w północnych Chinach, w regionie autonomicznym Mongolia Wewnętrzna, w prefekturze miejskiej Baotou. W 1999 roku liczył 214 649 mieszkańców.